# Radioastron
Radioastron nebo také Spektr-R byl vesmírný radioteleskop určený k pozorování objektů v oboru centimetrových a decimetrových vln. Byl vypuštěn 18. července 2011 pomocí rakety Zenit-3M. Pozorování je prováděno za pomoci 10m radioteleskopu v součinnosti s různými radioteleskopy na zemi. Díky tomuto vzniká obří interferometr s velmi vysokým rozlišením.

## Cíle mise
Hlavními vědeckými cíli mise jsou:
- Pozorování superhmotných černých děr.
- Pozorování gravitačního pole Země.
- Pozorování projevů temné hmoty.
- Měření vzdálenosti pulzarů.